# Бичи, Ричард Бриджес

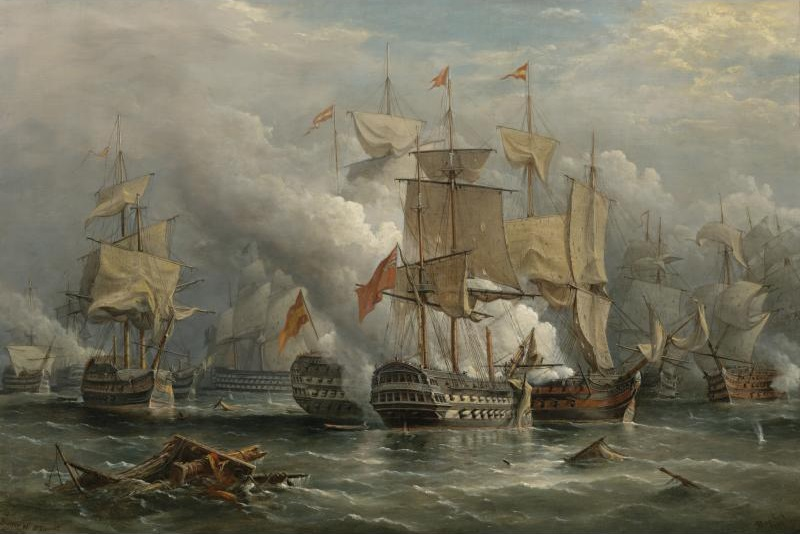
Битва у мыса Сан-Висенте (1797)

Ричард Бриджес Бичи (англ. Richard Brydges Beechey; 17 мая 1808, Лондон — 14 марта 1895) — британский художник-маринист, путешественник. Адмирал королевского военно-морского флота Великобритании.

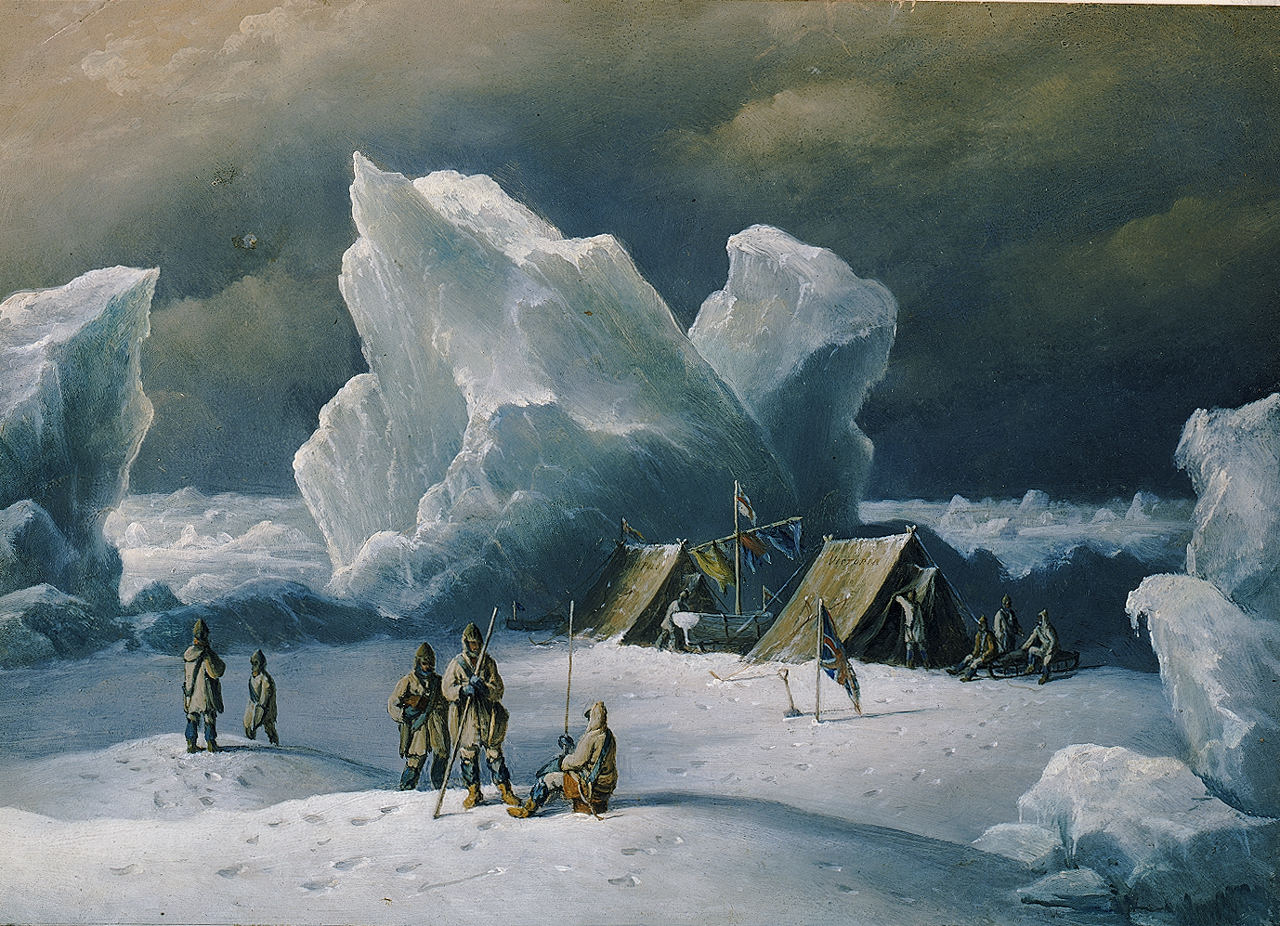
Самый северный лагерь капитана Маркхэма (1875)

## Биография
Родился в семье художника сэра Генри Уильяма Бичи, члена Королевской академии художеств.
По семейной традиции в четырнадцать лет вступил в Королевской военно-морской флот, окончил Королевский военно-морской колледж в Портсмуте. Служил на корабле HMS «Blossom» под командованием своего брата Фредерика Вильгельма Бичи. Вместе с ним совершил ряд путешествий, на исследовательском судне «Blossom» предпринял с 1825 по 1828 экспедицию в Тихий океан, Берингов пролив и арктическую Северную Америку.
Участвовал в плавании в залив Коцебу для встречи с продвигающейся с востока по суше экспедицией Джона Франклина. При этом, достиг лишь мыса Барроу на самом севере Аляски. Так как встреча не состоялась, с командой судна вернулся в октябре 1828 года в Вулидж в Англию.

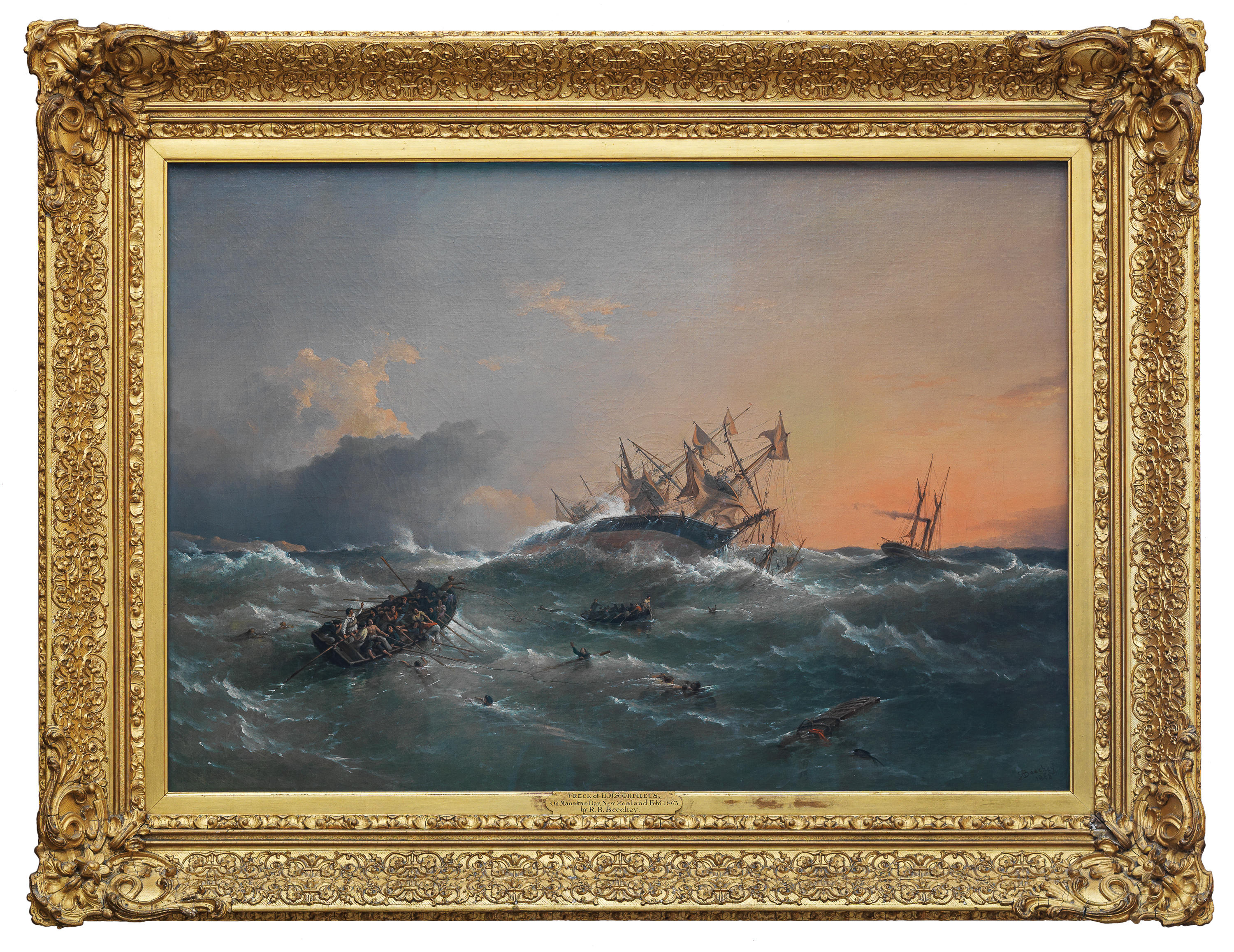
Судно «Орфей» (HMS Orpheus), 1863 год.

В 1828 году был назначен лейтенантом. Затем он служил в Средиземном море. В 1835 году был направлен для исследовательской службы в Ирландию. Проводил изыскательские работы в устье Шеннона и на западном побережье Ирландии. Его имя отмечено на многих картах ирландского побережья.
В 1851 году стал капитаном. Вышел в отставку в 1864 году.
Со временем дослужился до звания вице-адмирала (1879). Почётный член Королевской академии Хиберниан с 1868
года.

## Творчество
Как его отец и двое братьев Генри Уильям Бичи (1789—1862) и Джордж Дункан Бичи (1798—1852), Ричард стал знаменитым художником, автором картин с видами различных морских объектов, военно-морских батальных сцен. Создал много рисунков, изображающих места и сцены из его путешествий, в том числе, в Арктике и южных морях.
Р. Бичи был постоянным участником художественных выставок. С 1832 по 1877 годы выставил девятнадцать работ в Королевской Академии, с 1833 по 1859 — тринадцать картин — в Британском институте, и семь — в Обществе британских художников (1834—1835).